# Regionalwahl in Kampanien 2005
Die Regionalwahl in Kampanien 2005 fand am 3. und 4. April statt; der Regionalrat und der Präsident der Region Kampanien wurden gleichzeitig gewählt.

## Wahlergebnis
| Kandidaten                                   | Kandidaten               | Stimmen   | %    | Listen                               | Stimmen   | %    | Mandate |
| -------------------------------------------- | ------------------------ | --------- | ---- | ------------------------------------ | --------- | ---- | ------- |
|                                              | Antonio Bassolinogewählt | 1.891.895 | 61,6 | Democrazia è Libertà – La Margherita | 459.729   | 15,9 | 9       |
| Democratici di Sinistra                      | Antonio Bassolinogewählt | 1.891.895 | 61,6 | 438.196                              | 15,2      | 8    |         |
| Popolari UDEUR                               | Antonio Bassolinogewählt | 1.891.895 | 61,6 | 292.382                              | 10,1      | 5    |         |
| Socialisti Democratici Italiani              | Antonio Bassolinogewählt | 1.891.895 | 61,6 | 154.341                              | 5,4       | 3    |         |
| Partito della Rifondazione Comunista         | Antonio Bassolinogewählt | 1.891.895 | 61,6 | 119.505                              | 4,1       | 2    |         |
| Federazione dei Verdi                        | Antonio Bassolinogewählt | 1.891.895 | 61,6 | 99.430                               | 3,4       | 2    |         |
| Partito dei Comunisti Italiani               | Antonio Bassolinogewählt | 1.891.895 | 61,6 | 78.307                               | 2,7       | 1    |         |
| Italia dei Valori - Lista Consumatori        | Antonio Bassolinogewählt | 1.891.895 | 61,6 | 68.741                               | 2,4       | 1    |         |
| Democrazia Liberale - Repubblicani           | Antonio Bassolinogewählt | 1.891.895 | 61,6 | 41.170                               | 1,4       | 1    |         |
| Democrazia Federalista                       | Antonio Bassolinogewählt | 1.891.895 | 61,6 | 29.179                               | 1,0       | –    |         |
| Repubblicani Europei                         | Antonio Bassolinogewählt | 1.891.895 | 61,6 | 26.385                               | 0,9       | –    |         |
| Governo Civico                               | Antonio Bassolinogewählt | 1.891.895 | 61,6 | 15.956                               | 0,6       | –    |         |
| Mandate der Listengruppe                     | Antonio Bassolinogewählt | 1.891.895 | 61,6 | –                                    | –         | 6    |         |
| ↳ Gesamt                                     | Antonio Bassolinogewählt | 1.891.895 | 61,6 | 1.823.321                            | 63,3      | 38   |         |
|                                              | Italo Bocchino           | 1.056.445 | 34,4 | Forza Italia                         | 344.148   | 11,9 | 8       |
| Alleanza Nazionale                           | Italo Bocchino           | 1.056.445 | 34,4 | 304.828                              | 10,6      | 7    |         |
| Unione dei Democratici Cristiani e di Centro | Italo Bocchino           | 1.056.445 | 34,4 | 194.640                              | 6,8       | 4    |         |
| Nuovo PSI                                    | Italo Bocchino           | 1.056.445 | 34,4 | 84.376                               | 2,9       | 2    |         |
| Partito Repubblicano Italiano                | Italo Bocchino           | 1.056.445 | 34,4 | 27.620                               | 1,0       | –    |         |
| Partito Pensionati                           | Italo Bocchino           | 1.056.445 | 34,4 | 10.315                               | 0,4       | –    |         |
| Movimento Idea Sociale                       | Italo Bocchino           | 1.056.445 | 34,4 | 2.382                                | 0,1       | –    |         |
| Nicht gewählte Direktkandidat                | Italo Bocchino           | 1.056.445 | 34,4 | –                                    | –         | 1    |         |
| ↳ Gesamt                                     | Italo Bocchino           | 1.056.445 | 34,4 | 968.309                              | 33,6      | 22   |         |
|                                              | Gianfranco Rotondi       | 65.226    | 2,1  | Democrazia Cristiana                 | 55.378    | 1,9  | –       |
|                                              | Alessandra Mussolini     | 59.470    | 1,9  | Alternativa Sociale                  | 35.424    | 1,2  | –       |
| Gesamt                                       | Gesamt                   | 3.073.036 | 100  |                                      | 2.882.432 | 100  | 60      |